# Barytarbes provancheri
Barytarbes provancheri là một loài tò vò trong họ Ichneumonidae.